# Mary Musa
Sia Mary Musa (nee Kaingbanja, mất ngày 3 tháng 8 năm 2015) là một chính trị gia và nhà hoạt động người Sierra Leone từ Koidu-Sefadu, quận Kono. Bà là thị trưởng của Koidu, và là thành viên của đảng đối lập Sierra Leone (SLPP).

## Sự nghiệp sớm
Mary Musa sống và làm việc tại thành phố Koidu quê hương của bà, thủ đô và là thành phố lớn nhất của quận Kono giàu kim cương ở tỉnh miền đông Sierra Leone, và thành phố lớn thứ tư của đất nước. Bà đã dạy và làm việc tại nhiều trường học khác nhau trong khu vực, bao gồm Trường trung học Jaima, Trường trung học Koidu và Trường nữ sinh Giáo hội Giám lý Liên hiệp, trong đó bà là giáo viên chủ nhiệm trong 25 năm.

## Lưu vong và trở về Koidu
Khi Nội chiến Sierra Leone nổ ra, Mary Musa phải sống lưu vong, trở về Koidu khi chiến tranh kết thúc. Phần lớn cơ sở hạ tầng của thành phố đã bị phá hủy khi bà vắng mặt, bao gồm một số tòa nhà trường học nơi bà đã dạy, và cái chết quy mô lớn đã khiến vô số trẻ mồ côi. Musa đã làm việc để cung cấp nơi trú ẩn cho con của mình và một số trẻ mồ côi này, sử dụng gạch từ trường để xây dựng những ngôi nhà nhỏ. Theo sự dẫn dắt của bà, nhiều giáo viên khác đã hỗ trợ quá trình này.

## Sự nghiệp chính trị
Bất chấp sự phản đối đáng kể, trong một khu vực mà chỉ có nam giới được quyền thống trị theo truyền thống, Mary Musa tiếp tục trở thành nữ thị trưởng đầu tiên và chủ tịch của hội đồng Koidu. Sau khi bà được ủy nhiệm, cơ quan USAID của chính phủ Hoa Kỳ đã đào tạo bà với khóa học Xây dựng quốc gia, cũng như đào tạo lãnh đạo.

## Cuộc sống cá nhân và cái chết
Mary Musa kết hôn với ông SEK Musa, một công chức cao cấp, trước khi cuộc nội chiến nổ ra, nhưng khi trở về nước, bà phát hiện ra rằng chồng mình đã bị giết khi đang lưu vong. Bà và chồng có năm người con: Sia Mary Sawyer, Kumba Edna Keili, Finda Eileen Mattia, Yei Gladys Musa, và Sahr Edward Musa, cũng như một số cháu và chắt.
Bà mất vào ngày 3 tháng 8 năm 2015, tại Freetown, thủ đô của Sierra Leone.